# Sabanalarga (Antioquia)

Bandeira de Sabanalarga.

Localização de Sabanalarga, no departamento de Antioquia.

Sabanalarga é uma cidade e município da Colômbia, no departamento de Antioquia. É uma das localidades mais antigas de Antioquia, e sua fundação remonta ao ano de 1610, tendo sido elevada a município em 1740.